# Apokoronos
Apokoronos (tiếng Hy Lạp: ?) là một khu tự quản ở vùng Kríti, Hy Lạp. Khu tự quản Apokoronos có diện tích 315 km², dân số theo điều tra ngày 18 tháng 3 năm 2001 là 12112 người.